# Stepnoje (Saratow, Sowetskoje)
Stepnoje (russisch Степно́е) ist eine Siedlung städtischen Typs in der Oblast Saratow (Russland) mit 13.136 Einwohnern (Stand 14. Oktober 2010).

## Geographie
Die Siedlung liegt in dem Steppengebiet links der Wolga, etwa 60 km Luftlinie ostsüdöstlich des Oblastverwaltungszentrums Saratow, am linken Ufer des Großen Karaman.
Stepnoje ist Verwaltungszentrum des Rajons Sowetskoje. Die Siedlung bildet eine Stadtgemeinde (gorodskoje posselenije), zu der keine weiteren Ortschaften gehören.

## Geschichte
Der Ort wurde in den 1760er-Jahren unter dem Namen Louis (russisch Луй, Lui) von katholischen wolgadeutschen Kolonisten gegründet. Es war eine der von LeRoy und Pictet gegründeten „Mutterkolonien“. Als offizielles Gründungsdatum gilt der 14. Juli 1767, nach anderen Angaben begann die Besiedlung aber bereits 1764–1766. Ab 1768 trug die Kolonie auch den offiziellen russischen Namen Otrogowka. Das Dorf gehörte ab Ende des 18. Jahrhunderts zum Ujesd Nowousensk des Gouvernements Saratow, und innerhalb dieses zur Dorfgemeinschaft (Wolost) Mariental (russisch Tonkoschurowka, heute Sowetskoje).
Nach Gründung der wolgadeutschen Arbeitskommune 1918 und der Wolgadeutschen Republik 1924 gehörte Louis/Otrogowka zu dieser, zum Kanton Mariental. Nach der Liquidierung der Wolgadeutschen Republik 1941 wurde Mariental in Sowetskoje umbenannt, wenig später auch der Kanton in Rajon Sowetskoje; das heutige Stepnoje trug nun ausschließlich den offiziellen russischen Namen Otrogowka.
Mit der Entdeckung von Erdölvorkommen in dem Gebiet um 1950 wurde Otrogowka zu einer Arbeitersiedlung erweitert und erhielt 1953 den heutigen Namen, vom russischen Wort step für ‚Steppe‘. 1958 wurde der Status einer Siedlung städtischen Typs verliehen. Nachdem der Rajon Sowetskoje 1962 zwischenzeitlich unter den benachbarten Rajons Marx und Fjodorowka aufgeteilt worden war, kam es bereits 1965 zu seiner Wiederherstellung in den heutigen Grenzen, und zum 1. Januar 1967 wurde sein Verwaltungssitz von Sowetskoje in das mittlerweile bedeutend größere Stepnoje verlegt. In den 1970er- und 1980er-Jahren wuchs der Ort mit der Errichtung von Plattenbauten weiter.

### Bevölkerungsentwicklung
| Jahr | Einwohner |
| ---- | --------- |
| 1769 | 00.202    |
| 1816 | 00.533    |
| 1857 | 01.981    |
| 1897 | 03.208    |
| 1926 | 02.744    |
| 1959 | 03.606    |
| 1970 | 08.335    |
| 1979 | 11.542    |
| 1989 | 14.083    |
| 2002 | 14.140    |
| 2010 | 13.136    |

Anmerkung: ab 1897 Volkszählungsdaten

## Sehenswürdigkeiten
Zwischen 2004 und 2008 wurde in Stepnoje die Pantaleons-Kirche gebaut (церковь Пантелеимона, zerkow Pantaleimona). Die frühere katholische Kirche, die 1882 an Stelle eines hölzernen Vorgängerbaus errichtet worden war, ist nicht erhalten.

## Wirtschaft und Infrastruktur
Stepnoje liegt in einem Landwirtschaftsgebiet, außerdem gibt es auf dem Gebiet der Erdöl- und Erdgasförderung und -lagerung tätige Betriebe.
Straßenverbindung besteht zur knapp 15 km südlich vorbeiführenden Regionalstraße R236 von Saratow über Jerschow zur kasachischen Grenze in Richtung Oral – Aqtöbe (zugleich Europastraße 38). Der Europastraße folgt auch die Bahnstrecke von Saratow nach Oral sowie Astrachan, an der sich die nächstgelegene Bahnstation Solotaja Step befindet (Streckenkilometer 931 ab Moskau).